# Actinoptera
Actinoptera es un género de insecto de la familia Tephritidae del orden Diptera.

## Especies
- Actinoptera abdita Munro, 1957
- Actinoptera acculta Munro, 1957
- Actinoptera ampla Munro, 1957
- Actinoptera biseta Hering, 1956
- Actinoptera brahma Schiner, 1868
- Actinoptera carignaniensis Kapoor & Grewal, 1977
- Actinoptera contacta Munro, 1957
- Actinoptera discoidea Fallen, 1814
- Actinoptera espunensis Hering, 1934
- Actinoptera filaginis (Loew, 1862)
- Actinoptera fuscula Munro, 1957
- Actinoptera kovacsi Bezzi, 1924
- Actinoptera lindneri Hering, 1954
- Actinoptera mamulae (Frauenfeld, 1855)
- Actinoptera meigeni Hendel, 1927
- Actinoptera mundella Bezzi, 1924
- Actinoptera pallidula Munro, 1957
- Actinoptera reticulata Ito, 1984
- Actinoptera rosetta Munro, 1934
- Actinoptera schnabeli Speiser, 1924
- Actinoptera shirakiana Munro, 1935
- Actinoptera sinica Wang, 1990
- Actinoptera stricta Munro, 1957
- Actinoptera tatarica Hendel, 1927
- Actinoptera tientsinensis Chen, 1938
- Actinoptera tuckeri Bezzi, 1924
- Actinoptera vinsoni Munro, 1946